# Deselvana ornata
Deselvana ornata är en insektsart som först beskrevs av Blanchard 1840.  Deselvana ornata ingår i släktet Deselvana och familjen dvärgstritar. Inga underarter finns listade i Catalogue of Life.